# 홀로코스트 (미니시리즈)
《홀로코스트》(Holocaust: The Story of the Family Weiss)는 1978년 4월 16일부터 4월 20일까지 5일 동안 NBC에서 방영된 미국 TV 미니시리즈이다.
이 미니시리즈는 가상의 베를린 유대인 집안 바이스 가문의 주요 구성원인 요제프 바이스 박사(프리츠 위버), 그의 아내 베르타(로즈마리 해리스) 그리고 세 자녀, 기독교 신자인 잉가(메릴 스트립)와 결혼한 예술가 카를(제임스 우즈), 루디(조셉 바텀스) 그리고 십대 안나(블랑쉬 베이커)의 이야기를 통해 홀로코스트를 극화하고 있다. 또한 경제적 필요로 인해 나치당원이 되었고 SS 내에서 활동하다가 점차 전범으로 변해가는 가상의 "아리아인" 변호사인 에릭 도르프(마이클 모리어티)의 이야기도 다루고 있다.
《홀로코스트》는 수정의 밤, 유대인 거주 구역 건설, 나치의 T4 안락사 프로그램, 나중의 죽음의 수용소 건설과 가스실 사용 등 제2차 세계대전 이전과 전쟁 중에 발생한 수많은 사건을 자세히 다루고 있다.
이 미니시리즈는 여러 상을 수상하고 여러 긍정적인 평가를 받았지만, 비판도 받았다. 홀로코스트 생존자이자 정치 활동가인 엘리 비젤(Elie Wiesel)은 뉴욕 타임즈에 게재한 비평에서 이 드라마가 "거짓이고, 모욕적이며, 저속하다. TV 제작물로서 이 드라마는 죽은 사람들과 살아남은 사람들에 대한 모욕이다"라고 썼다. 그러나 이 시리즈는 1979년 1월 하순에 서독 제1공영방송 ARD에서 방영된 이후 서독 내 홀로코스트에 대한 공개 토론에서 중요한 역할을 했으며, 엄청난 영향을 끼쳤다. 대한민국에서는 KBS를 통해서 1986년 7월 16일과 17일, 22일부터 24일까지 방영되었다.

## 등장인물
- 톰 벨 - 아돌프 아이히만
- 조셉 바텀스 - 루디 바이스
- 토바 펠드슈 - 헬레나 슬로모바
- 마리우스 고링 - 하인리히 팔리츠
- 로즈마리 해리스 - 베르타 팔리츠 바이스
- 앤서니 해이가스 - 하인츠 뮐러
- 이언 홈 - 하인리히 히믈러
- 리 몬태규 - 자샤
- 마이클 모리어티 - 에릭 도르프
- 데보라 노튼 - 마르타 도르프
- 조지 로즈 - 프란츠 로비
- 로버트 스티븐즈 - 쿠르트 도르프
- 메릴 스트립 - 잉가 헬름즈 바이스
- 샘 워너메이커 - 모제스 바이스
- 데이비드 워너 - 라인하르트 하이드리히
- 프리츠 위버 - 요제프 바이스
- 제임스 우즈 - 카를 바이스

## 한국판 성우진 (KBS)
- 유강진 - 바이스 박사(프리츠 위버)
- 이선영 - 베르타(로즈마리 해리스)
- 장유진 - 잉가(메릴 스트립)
- 김세한 - 카를(제임스 우즈)
- 김도현 - 에릭 도르프(마이클 모리어티)
- 이정구 - 루디(조셉 바텀스)
- 김종성 - 라인하르트 하이드리히(데이비드 워너)
- 이완호 - 모제스(샘 워너메이커)
- 김정희 - 마르타(데보라 노튼)
- 문영래 - 로비(조지 로즈)
- 송두석 - 아돌프 아이히만(톰 벨)
- 유지영 - 헬레나(토바 펠드슈)
- 장광 - 쿠르트(로버트 스티븐즈)
- 백진
- 이윤선
- 이종구